# José Caetano de Oliveira
José Caetano de Oliveira, primeiro e único barão de Tibagi, (Sorocaba, abril de 1794 – Palmeira, 1 de outubro de 1863) foi um tropeiro, proprietário rural e político brasileiro.

## Biografia
Com 19 anos de idade resolve transferir residência para a cidade de Palmeira, nos Campos Gerais do Paraná, motivado pelo sucesso dos negócios na pecuária, sobretudo com a comercialização de tropas de gado e muares no Rio Grande do Sul.
Encaminhou-se repentinamente à prosperidade, casando-se, em 27 de novembro de 1814, com Querubina Rosa Marcondes de Sá, filha dos fazendeiros fundadores da atual cidade de Palmeira, estabelecendo-se na propriedade denominada "Rincão da Cria". Marcondes de Sá foi feita viscondessa de Tibaji após a morte do barão.
Atuou também na política da província, sendo amigo íntimo do brigadeiro Rafael Tobias de Aguiar, quando este ficou abrigado em seu sítio em 1842.
Era pai do conselheiro e ministro imperial Jesuíno Marcondes de Oliveira e Sá, além de sogro e tio de Antônio de Sá Camargo (o Visconde de Guarapuava, que foi casado com sua filha Zeferina Marcondes de Sá) e avô de Moisés Marcondes de Oliveira e Sá (médico e escritor).